# Cantón de Prauthoy
El cantón de Prauthoy era una división administrativa francesa, que estaba situada en el departamento de Alto Marne y la región de Champaña-Ardenas.

## Composición
El cantón estaba formado por dieciocho comunas:
- Chalancey
- Chassigny
- Choilley-Dardenay
- Coublanc
- Cusey
- Dommarien
- Grandchamp
- Isômes
- Le Val-d'Esnoms
- Maâtz
- Montsaugeon
- Occey
- Prauthoy
- Rivière-les-Fosses
- Saint-Broingt-les-Fosses
- Vaillant
- Vaux-sous-Aubigny
- Vesvres-sous-Chalancey

## Supresión del cantón de Prauthoy
En aplicación del Decreto nº 2014-163 de 17 de febrero de 2014, el cantón de Prauthoy fue suprimido el 22 de marzo de 2015 y sus 18 comunas pasaron a formar parte; diecisiete del nuevo cantón de Villegusien-le-Lac y una del nuevo cantón de Chalindrey.